# Csegöld
Csegöld es un pueblo ubicado en el distrito de Fehérgyarmat, en el condado de Szabolcs-Szatmár-Bereg, Hungría.

## Superficie
Posee una superficie de 19,35 kilómetros cuadrados.

## Demografía
Hasta 2019 la población era de 652 habitantes, con una densidad de población de 33,70 habitantes por kilómetro cuadrado.